# Saga Kræklinga
Saga Kræklinga es una de las sagas de los islandeses sobre el clan familiar de los Kræklingar, se considera hoy perdida. Existe una teoría sobre Haukr Erlendsson y el probable uso de la información contenida en la saga para su Hauksbók, una versión de Landnámabók.